# Тоні Теренці
Тоні Теренці (італ. Tonhi Terenzi, нар. 16 березня 1969, Генуя, Італія) — італійський фехтувальник на шаблях, бронзовий призер Олімпійських ігор 1996 року, чемпіон світу.

## Виступи на Олімпіадах
| Олімпіада      | Дисципліна          | Місце |
| -------------- | ------------------- | ----- |
| Барселона 1992 | командна шабля      | 8     |
| Атланта 1996   | індивідуальна шабля | 10    |
| Атланта 1996   | командна шабля      | 3     |
| Сідней 2000    | індивідуальна шабля | 7     |
| Сідней 2000    | командна шабля      | 8     |